# Bertoldo, Bertoldino e Cacasenno (pel·lícula de 1984)
Bertoldo, Bertoldino e Cacasenno és una pel·lícula de comèdia d'Itàlia del 1984 dirigida per Mario Monicelli. Fou rodada a Roma, Capadòcia, Marano Lagunare i Eissilhas.

## Argument
Vicenza, 800 dC. El pagès tosc però expert de la vida Bertoldo és convidat a la cort del rei longobard Alboí, i aconsegueix congraciar-se amb el sobirà amb el seu enginy i les seves bromes. Tornant al seu petit poble amb la ingenua esposa Marcolfa i el fill retardat Bertoldino, el pagès Bertoldo descobreix que van ser víctimes d'un Fra Cipolla de Frosolone, un monjo estafador (Alberto Sordi) que ven relíquies falses. Es disposa a recuperar els seus béns i venjar-se del monjo, amb qui finalment comença una treva i amistat.
Després de diverses aventures i implicació amb intrigues de la cort (principalment a causa de la negativa de la jove princesa a casar-se amb un lleig noble bizantí per motius polítics, i la reina perseguint els drets femenins i la igualtat), Bertoldo i tota la seva família són ricament recompensats pel rei i finalment és admès al jutjat d'Alboin. El pagès troba en això la seva desaparició, ja que no pot adaptar-se a la vida i l'alimentació de la classe noble, i aviat mor de cor trencat. El seu llegat sembla viure a través del seu net, Cacasenno, que rep el seu nom per cagar-se a la cara del monarca sense tenir en compte el rang o els títols.

## Repartiment
- Ugo Tognazzi: Bertoldo
- Maurizio Nichetti: Bertoldino
- Alberto Sordi: fra Cipolla
- Lello Arena: rei Alboí
- Pamela Denise Roberts: reina Magonia
- Annabella Schiavone: Marcolfa